# Brigitta Furgler
Brigitta Furgler (* 10. August 1952 in St. Gallen) ist eine schweizerisch-österreichische Schauspielerin.

## Leben
Brigitta Furgler wurde als Tochter des nachmaligen Bundesrates Kurt Furgler in St. Gallen in der Schweiz geboren. Nach einer Ausbildung zur Kinderkrankenschwester von 1971 bis 1974 und Arbeit im Spital von 1974 bis 1975 studierte sie von 1975 bis 1978 am Mozarteum in Salzburg Schauspiel. Seit 1978 ist sie Ensemblemitglied am Wiener Burgtheater, wo sie als Erna in Das weite Land von Arthur Schnitzler debütierte.
Furgler war mit dem Schauspieler Karlheinz Hackl verheiratet, aus dieser Ehe stammen zwei Töchter, darunter die Schauspielerin Franziska Hackl (* 1983).

## Auszeichnungen
- 2012: Nestroy-Nominierung für die Beste Nebenrolle in Einsame Menschen in der Rolle der Frau Vockerat am Landestheater Niederösterreich[4]

## Filmografie
- 1977: Der Alte (Episode – Lohngeld)
- 1978: Haus der Frauen (Fernsehfilm)
- 1979: Der Landvogt von Greifensee
- 1981: Sommergäste
- 2000: Probieren Sie’s mit einem Jüngeren (Fernsehfilm)
- 2008: Das Fräuleinwunder (Fernsehfilm)
- 2013: Kalte Probe
- 2017: Schnell ermittelt – Wolf Brennersdorfer

## Theater-Aufzeichnung
- 1989: Friedrich Schiller: Wilhelm Tell. Edition Burgtheater[5]